# 芬兰汤姆 (音乐剧)
- 關於同名芬兰艺术家，請見「芬兰汤姆」。
- 關於同名芬兰电影，請見「芬兰汤姆 (电影)」。

《芬兰汤姆》（英語：Tom of Finland）是一部由托马斯·帕尔基宁（Tuomas Parkkinen）编剧、尤西·瓦赫瓦塞尔凯（Jussi Vahvaselkä）和约里·舍罗斯谱曲的音乐剧。该剧讲叙的是以芬兰汤姆艺名而著称的情色艺术家托科·拉克索宁的生平。此音乐剧于2017年1月27日在图尔库城市剧院的临时演出场所Logomo建筑里首演的，导演和编舞为蕾娅·韦雷（Reija Wäre）。

## 剧情
在1930年代的芬兰卡里纳，一个教师家庭鼓励家里年少的托科习画。后来冬季战争爆发了，托科持枪上了战场。成年后托科接受了自己的同性恋倾向，但是他的生活伴侣韦利却没有。
图尔库城市剧院的演出介绍上提到：“此音乐剧向观众提出了一个挑战性的想法，那就是芬兰汤姆及他的艺术对全世界范围内的同志解放运动起了非常重要的作用——可以和为黑人权利斗争的马丁·路德·金相提并论”。

## 反响
《芬兰汤姆》音乐剧在评论界中得到了良好的评价。《图尔库新闻报》的评论员认为该剧“一炮打响，甚至有可能带来国际声誉，因其具有成功的各种要素：现今正在讨论的宽容主题、接受此观点的观众、以及旋律紧凑主题鲜明的优秀表演”。《赫尔辛基日报》的评论员则认为剧目主角演员表演出色，但剧情有点凌乱及无必要的传记式陈述。另外《图尔库日报》的另一评论员也认为主角演员的表扬令人眩目。